# Hedwig (Schiff, 1913)
Die Hedwig war ein Schiff der Deutschen Ost-Afrika Linie (DOAL).

## Geschichte
Die Hedwig wurde 1913 in Hamburg gebaut für die Deutsche Ost-Afrika Linie zur Verwendung als Küstendampfer in der Kolonie Deutsch-Ostafrika.
Bei Beginn des Ersten Weltkrieges Anfang August 1914 lief die Hedwig von Tanga in den Indik aus, um das von Indien kommende Frachtschiff Markgraf der DOAL über den Kriegsausbruch zu warnen, damit die Markgraf nicht in feindliche Hände fiele. Der Kapitän der Markgraf entschloss sich nach dem Treffen mit der Hedwig am 6. August 1914 mit seiner Reisladung und 600 t Kohlen nicht Daressalam, sondern Tanga anzulaufen.
Im September 1914 wurde die Hedwig den Schiffen für die Versorgung des in der Rufidjimündung liegenden Kleinen Kreuzers Königsberg zugeteilt. Zeitweise war die Hedwig mit einer 3,7-cm-Ringkanone bewaffnet. Im Juli 1915, nach der Versenkung des Kreuzers, wurden mit ihrem Ladegeschirr noch intakte 10,5-cm-Geschütze des Kriegsschiffes für den Einsatz an Land geborgen.
Am 9. Oktober 1915 versenkte sich die Hedwig bei der Annäherung eines britischen Kriegsschiffes in der Rufidjimündung selbst. Im August 1923 wurde das Wrack vom Tanganyika Territory Government zum Abbruch angeboten.